# سندلیک، شهرستان آیوسکو، میشیگان
سندلیک (به انگلیسی: Sand Lake) یک منطقهٔ مسکونی در ایالات متحده آمریکا است که در شهرستان ایوسکو، میشیگان واقع شده‌است. سندلیک ۴۲٫۰ کیلومتر مربع مساحت و ۱٬۴۱۲ نفر جمعیت دارد.